# Neuville-Bosc
Neuville-Bosc is een gemeente in het Franse departement Oise (regio Hauts-de-France) en telt 440 inwoners (1999). De plaats maakt deel uit van het arrondissement Beauvais.

## Geografie
De oppervlakte van Neuville-Bosc bedraagt 8,9 km², de bevolkingsdichtheid is 49,4 inwoners per km².
De onderstaande kaart toont de ligging van Neuville-Bosc met de belangrijkste infrastructuur en aangrenzende gemeenten.

## Demografie
Onderstaande figuur toont het verloop van het inwonertal (bron: INSEE-tellingen).